# Траурний концерт
«Траурний концерт» (кит.: 送葬協奏曲) — тайванська маньхва авторки Рімуі Юмін (кит.: 韋蘺若明). В Україні офіційно публікується видавництвом Nasha idea.

## Сюжет
Лінь Чушен покинула університет і пішла з дому, аби йти за мрією. Щоб якось зводити кінці з кінцями, дівчина знаходить роботу в «Агенції щасливих церемоній». Спочатку вона не розуміла, що їй доведеться працювати в похоронному бюро, але з часом усвідомила, що ця робота полягає не лише в допомозі сім’ям із організацією похоронів, а й у тому, щоб до небіжчиків ставилися з повагою, забезпечити їм гідний шлях у останню путь.
Лінь стає свідком болючих і зворушливих прощань: спостерігає за батьком, який не може змиритися із самогубством сина, матір’ю, яка не може відпустити дитину… Дівчина бачить безліч прощань і розуміє, що будь-яку проблему можна вирішити, якщо це не смерть…

## Сприйняття
У 2020 році маньхва отримала перемогу у номінації Gold Award на Японській міжнародній премії манги 2020 року. Рекомендована Міністерством культури Тайваню як один з найкращих матеріалів для позакласного читання для учнів початкової та молодшої середньої школи у 2021 році.